# Эренц, Фред
Фре́дерик Чарльз Э́ренц (англ. Frederick Charles Erentz; 10 июня 1870, Броти-Ферри — 6 апреля 1938, Данди), более известный как Фред Э́ренц — шотландский футболист, выступавший на позиции хавбека и крайнего защитника за клубы «Данди Ауа Бойз» и «Ньютон Хит» с конца 1880-х до начала 1900-х годов.

## Биография
Фред Эренц родился в Броти-Ферри (пригород Данди). Его отец был датчанином, а мать шотландкой. Футбольную карьеру Фред начал в местном клубе «Данди Ауа Бойз», в котором выступал на позиции хавбека. В июне 1892 года юный шотландец перешёл в клуб «Ньютон Хит», который готовился к своему первому сезону в Футбольной лиге. Эренц дебютировал за «Ньютон Хит» 3 сентября того же года в матче против «Блэкберн Роверс» на позиции крайнего хавбека (игра завершилась победой «Блэкберна» со счётом 4:3). В сезоне 1892/93 Эренц сыграл во всех матчах команды, за исключением одного матча против «Дерби Каунти» 11 февраля 1893 года.
В следующем сезоне Эренц пробовал выступать на разных позициях, включая правого хавбека и правого нападающего (с этой позиции он забил свой первый гол за клуб), но чаще всего играл на позиции левого крайнего защитника. В течение следующих восьми сезонов Эренц был практически незаменимым игроком на позиции левого защитника, и даже отклонил щедрое предложение о переходе со стороны «Тоттенхэма», в котором на тот момент выступал его брат Гарри.
По завершении сезона 1901/02 Фред Эренц завершил футбольную карьеру из-за серьёзной травмы колена. Его последний матч за клуб также стал последним матчем клуба под названием «Ньютон Хит» (после этого клуб изменил название на «Манчестер Юнайтед»). Это была игра в финале Большого кубка Манчестера против «Манчестер Сити» 26 апреля 1902 года. Матч завершился победой «Ньютон Хит» со счётом 2:1, один из голов забил Эренц.
В книге The Definitive Newton Heath F.C. отмечается, что «к 1901 году он весил около 16 стоунов» (более 100 кг).

## Статистика выступлений
| Клуб             | Сезон            | Дивизион         | Лига | Лига | Кубок | Кубок | Прочие | Прочие | Итого | Итого |
| Клуб             | Сезон            | Дивизион         | Игры | Голы | Игры  | Голы  | Игры   | Голы   | Игры  | Голы  |
| ---------------- | ---------------- | ---------------- | ---- | ---- | ----- | ----- | ------ | ------ | ----- | ----- |
| Ньютон Хит       |                  |                  |      |      |       |       |        |        |       |       |
| 1892/1893        | Первый           | 29               | 0    | 1    | 0     | 2     | 0      | 32     | 0     |       |
| 1893/1894        | Первый           | 22               | 2    | 3    | 0     | 1     | 0      | 26     | 2     |       |
| 1894/1895        | Второй           | 28               | 1    | 1    | 0     | 0     | 0      | 29     | 1     |       |
| 1895/1896        | Второй           | 24               | 0    | 2    | 0     | 0     | 0      | 26     | 0     |       |
| 1896/1897        | Второй           | 27               | 0    | 6    | 0     | 4     | 0      | 37     | 0     |       |
| 1897/1898        | Второй           | 28               | 1    | 3    | 0     | 0     | 0      | 31     | 1     |       |
| 1898/1899        | Второй           | 32               | 1    | 2    | 0     | 0     | 0      | 34     | 1     |       |
| 1899/1900        | Второй           | 34               | 2    | 1    | 0     | 0     | 0      | 35     | 2     |       |
| 1900/1901        | Второй           | 31               | 0    | 3    | 0     | 0     | 0      | 34     | 0     |       |
| 1901/1902        | Второй           | 25               | 2    | 1    | 0     | 0     | 0      | 26     | 2     |       |
| Всего за карьеру | Всего за карьеру | Всего за карьеру | 280  | 9    | 23    | 0     | 7      | 0      | 310   | 9     |